# Calyptranthes hylobates
Calyptranthes hylobates är en myrtenväxtart som beskrevs av Paul Carpenter Standley och Gerda Jane Hillegonda Amshoff. Calyptranthes hylobates ingår i släktet Calyptranthes och familjen myrtenväxter. Inga underarter finns listade i Catalogue of Life.